# Смерть от GPS
«Смерть от GPS» — смерть людей, свазанная со следованием указаниям GPS или картам GPS. Это может быть связано с недостоверной информацией о маршруте, неправильными картографическими данными или чрезмерным доверием пользователей к навигационным приложениям.

## Инциденты
В 2017 году исследователи проанализировали 158 случаев, связанных с навигацией, которые привели катастрофическим инцидентам. Среди них:
- 44 случая со смертельным исходом;
- 23 случая с тяжёлыми травмами.

Основными причинами были:
- Недостоверные данные о состоянии дорог (ширина, покрытие, разрешённый транспорт);
- Неправильное указание назначения дороги (например, заезд на частную территорию);
- Выбор кратчайшего или быстрейшего маршрута без учёта реальных условий.

### Известые происшествия
Индия
- Уттар-Прадеш, 2024:

Трое мужчин погибли, следуя маршруту, проложенному приложением Google Maps. Навигатор направил их через недостроенный мост, что привело к падению автомобиля в реку Рамганга.
- Дхенканал, 2024:

Пятеро студентов заблудились в лесу, возвращаясь из храма. Они воспользовались Google Maps для построения маршрута, и были спасены спустя 11 часов после обращения в полицию.
Россия
- Якутия, 2020: Два подростка, следуя кратчайшему маршруту через «Дорогу костей» (Старую Колымскую дорогу), оказались в условиях экстремально низких температур (-39 °C). Один из них погиб, другой выжил, но потерял конечности из-за обморожения.

США
- Северная Каролина, 2022:

Филип Пакстон погиб, следуя маршруту Google Maps через мост, разрушенный девять лет назад. Семья погибшего подала иск против компании, указав, что сообщения о состоянии моста оставались без внимания в течение двух лет.
- Невада, 2011:

Супружеская пара оказалась на плохо поддерживаемой дороге, застряла и провела 49 дней в ожидании помощи. Женщина была спасена, её муж погиб.
Великобритания
- Шотландия, Бен-Невис:

Google Maps предлагал опасный маршрут на гору Бен-Невис, игнорируя предупреждения альпинистских организаций о сложности и опасности пути. Аналогичные случаи фиксировались и на других шотландских горах.